# Tialidia papilla
Tialidia papilla är en insektsart som beskrevs av Nielson 1991. Tialidia papilla ingår i släktet Tialidia och familjen dvärgstritar. Inga underarter finns listade i Catalogue of Life.